# Повернення в Монток
«Повернення в Монток» (нім. Rückkehr nach Montauk) — німецький фільм-драма 2017 року, поставлений режисером Фолькером Шльондорфом за романом Макса Фріша «Монток» (1975), який базується на реальних подіях життя самого автора. Стрічка брала участь в конкурсній програмі 67-го Берлінського міжнародного кінофестивалю .

## Сюжет
Відомий письменник Макс Зорн (Стеллан Скашгорд) вирушає до Нью-Йорка, на презентацію своєї нової книги про пристрасний роман, пережитий колись давно. У видавничих справах йому допомагає молода дружина. У США Макс зустрічає свою колишню кохану Ребекку, з якою вони колись були щасливі. Пара вирішує провести вікенд в невеликому містечку Монток.

## У ролях
| Стеллан Скашгорд | … | Макс Зорн      |
| Ніна Госс        | … | Ребекка        |
| Нільс Ареструп   | … | Вальтер        |
| Роберт Зеєлігер  | … | Джонатан       |
| Сюзанна Вольф    | … | Клара          |
| Брона Галлахер   | … | Рашель         |
| Ребекка Кнокс    | … | Джулія         |
| Ольга Лєжньова   | … | дівчина        |
| Ерік Гансен      | … | радіожурналіст |

## Знімальна група
- Автори сценарію — Фолькер Шльондорф, Колм Тойбін
- Режисер-постановник — Фолькер Шльондорф
- Продюсери — Регіна Циглер, Фолькер Шльондорф
- Співпродюсери — Конор Беррі, Френсіс Б'єспфлуг, Майк Дауні, Стефан Партеней, Тіль Швайгер, Сем Тейлор
- Лінійні продюсери — Хольгер Рейбіґер, Сабіна Шенк
- Оператор — Жером Альмерас
- Монтаж — Ерве Шнайд
- Підбір акторів — Емі Ровен, Корнелія фон Браун
- Художник-постановник — Себастьян Соукуп
- Художник по костюмах — Маї Печке
- Артдиректори — Стефан Гаук, Сероп Сем Хачадур, Ернесто Соло

## Нагороди та номінації
| Список нагород та номінацій           | Список нагород та номінацій | Список нагород та номінацій | Список нагород та номінацій | Список нагород та номінацій | Список нагород та номінацій |
| Кінопремія                            | Дата церемонії              | Категорія                   | Номінант(и)                 | Результат                   | Дж                          |
| ------------------------------------- | --------------------------- | --------------------------- | --------------------------- | --------------------------- | --------------------------- |
| Берлінський міжнародний кінофестиваль | 9-19 лютого 2017            | Золотий ведмідь             | Повернення в Монток         | Номінація                   | [ 1 ]                       |